# Kevin Carazas
Kevin Adams Caraza (11 de marzo de 1988) es un futbolista peruano. Juega de atacante y actualmente está sin equipo. Tiene 37 años.

## Clubes
| Club                  | País | Año         |
| --------------------- | ---- | ----------- |
| Hijos de Acosvinchos  | Perú | 2010        |
| Franciscano San Román | Perú | 2011        |
| Walter Ormeño         | Perú | 2012        |
| Al-Shorta SC          | Irak | 2013        |
| Alianza Universidad   | Perú | 2013 - 2015 |
| Deportivo Coopsol     | Perú | 2015 - 2017 |
| Cienciano             | Perú | 2017        |
| Juan Aurich           | Perú | 2018        |
| Santa Rosa PNP        | Perú | 2019        |
| ADT DE TARMA          | Perú | 2020        |
| Juan Aurich           | Perú | 2020        |
| Unión Huaral          | Perú | 2021        |
| Comerciantes Unidos   | Perú | 2021        |
| Pirata                | Perú | 2022        |
| Fraternal Santa Clara | Perú | 2023        |
| Unión Huaral          | Perú | 2023        |
| Pacifico FC SMP       | Perú | 2024        |
| Bella Esperanza       | Perú | 2025        |